# Centro Comercial Korum
El Centro Comercial Korum se encuentra en Thane, un suburbio de la Región Metropolitana de Mumbai, India. El Korum mall abrió sus puertas el 2 de septiembre de 2009 y se trata del hogar de una serie de tiendas de marca. Empezó como un proyecto de Propiedades Kalpataru. El centro comercial se encuentra en la ciudad de Thane, cerca de la carretera expresa del Este, y se extiende más de medio millón de pies cuadrados. El gran atrio cubre 25.000 pies cuadrados. El centro comercial cuenta con unos 20,000 pies cuadrados (1,900 m²) de tiendas de ocio, un Hipermercado de 70.000 pies cuadrados, un centro de entretenimiento familiar de 15.000 pies cuadrados (1.400 m²) un cine Multiplex con un aforo de más de 1.000 asientos, un patio de comidas con capacidad para 550 personas y estacionamiento subterráneo, así como un edificio de aparcamiento separado que puede recibir hasta 1.100 vehículos y 700 vehículos de dos ruedas.